# Amphipyra chalcoptera
Amphipyra chalcoptera là một loài bướm đêm trong họ Noctuidae.